# هاينريش هارير
هاينريش هارير (بالألمانية: Heinrich Harrer )‏ (و. 1912 – 2006 م) هو مستكشف، ومصور، ومتسلق جبال، ومتزلج جبال، وكاتب، وكاتب سيناريو، من النمسا، كان عضوًا في الحزب النازي، وكان عضوًا في كتيبة العاصفة، توفي عن عمر يناهز 94 عاماً.

## التعليم
تعلم في جامعة غراتس.

## جوائز
حصل على جوائز منها:
- جائزة نور الحقيقة [الإنجليزية]‏ (2001)
- النيشان الذهبي الأعظم لشتايرمارك
- صليب القائد لنيشان استحقاق جمهورية ألمانيا الاتحادية.

## وصلات خارجية
- هاينريش هارير على موقع IMDb (الإنجليزية)
- هاينريش هارير على موقع الموسوعة البريطانية (الإنجليزية)
- هاينريش هارير على موقع مونزينجر (الألمانية)
- هاينريش هارير على موقع ميوزك برينز (الإنجليزية)
- هاينريش هارير على موقع إن إن دي بي (الإنجليزية)
- هاينريش هارير على موقع قاعدة بيانات الفيلم (الإنجليزية)